# Halles de Wazemmes
Les halles de Wazemmes sont un marché couvert situé place de la Nouvelle Aventure dans le quartier de Wazemmes à Lille. 
Les halles abritent des commerces sédentaires et sont ouvertes du mardi au dimanche.
Le marché de Wazemmes prend place autour des halles couvertes les matinées du mardi, jeudi, et dimanche. Fortement ancré dans la culture lilloise, le marché du dimanche est un des plus importants marchés de France.

## Historique
Le 13 octobre 1858, la ville de Wazemmes est rattachée à Lille, en même temps que Fives, Moulins et Esquermes.
Les Halles sont construites de 1869 à 1873 dans le style « Baltard » à la place de la guinguette de la Nouvelle Aventure, installée sur la place éponyme.
Elles sont dénommées « Marché de la Nouvelle Aventure » dans le plan cadastral de 1881.
L'édifice est rénové en 1971 et en 2002 et fait l'objet de travaux importants en 2017. Le parvis des halles fait l'objet d'une mise en lumière par la ville en 2015.

## Description
Les Halles abritent des commerçants sédentaires proposant poissonnerie, charcuterie, fromagerie, boucherie, crèmerie, fruits et légumes, boulangerie, caviste, spécialités asiatiques, produits régionaux, volaille, produits de la réunion, pâtisserie orientale, agriculture biologique, commerce équitable, spécialités d'Espagne, d'Italie, du Portugal ...

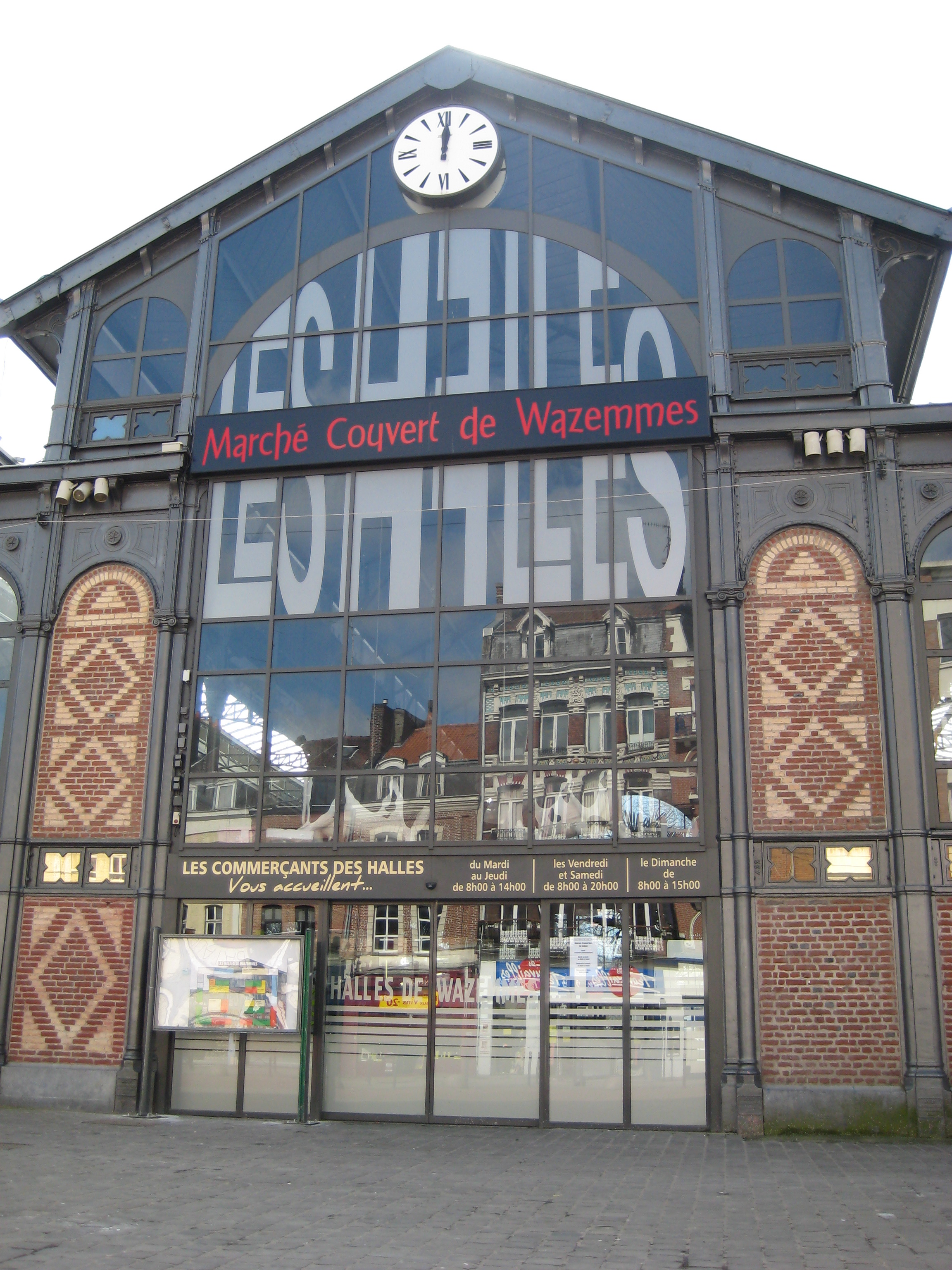